# Вітеллії
Вітеллії — давньоримський рід, який постав з невідомості в імперські часи та ненадовго утримувала саму імперію в 69 році нашої ери. Першим із цього роду, який отримав посаду консула, був Авл Вітеллій, дядько імператора Вітеллія, у 32 р. н. е.

## Походження
Светоній розповідає дві суперечливі історії про Вітелліїв, які він приписує відповідно підлесникам і недоброзичливцям імператора. Згідно з першою версією, яку він взяв з праці Квінта Елогія, родина походила від Фавна, короля аборігінів, і Вітеллії, які правили Лаціумом у далекому минулому, і пізніше вважалися двома місцевими божествами. Вітеллії були сабінянами, які переселилися до Риму під час монархії та були зараховані до патриціїв. Одна родина Вітелліїв оселилася в Нуцерії Апулорум під час самнітських воєн, і саме з цієї родини походив імператор Вітеллій.
Менш утішна історія повідомляє, що родина імператора походила від вільновідпущеника, шевця, згідно з Кассієм Севером. Його син був ділятором, який заробив свій стан, продаючи конфісковане майно, і одружився з розпусною жінкою, донькою пекаря, на ім'я Антіох. За допомогою цих незаконно здобутих доходів його онук став вершником.
Светоній не висуває жодної думки щодо того, яка з цих версій правдива, окрім того, що Публій Вітеллій з Нуцерії, дід імператора, справді був вершником, що йому було довірено управління майном Августа, і що він залишив чотирьох синів, які всі стали відомими серед римської аристократії. У зв'язку з першими днями республіки згадувалися деякі Вітеллії, і цілком ймовірно, що вони були патриціями, але чи походили Вітеллії часів імперії від них, неможливо визначити. Представники роду отримали право захищати колонію Вітелія, у Лаціумі, власними силами від еквів. Була також дорога Віа Вітелія, що вела від Янікула до моря.

## Преномени
Вітеллії використовували преномени Публій, Квінт, Авл і Луцій, усі вони були дуже поширені в усі періоди. Судячи з написів, дехто з родини також мав використовувати преномен Гай.